# José Soler
José Soler (Barcelona, 1904 - Montevideo, 1999), fou un tenor català del segle xx.

## Biografia
Va arribar amb la seva família a Uruguay el 1911 i es van instal·lar a Montevideo. Si bé ell mateix explica que va cantar tota la seva vida, els seus principis van estar molt allunyats del cant, ja que en els seus primers anys va treballar en una empresa constructora, i va ser allà on va conèixer al tenor Giammarchi, qui li va suggerir que es dediqués al cant. Primer va actuar en conjunts carnavalescos i després va ingressar com a corista a la Coral Guarda i Passa.
Va rebre ensenyaments i consells del mestre Frasca Mònaco. Al cap de poc va entrar a formar part del Cor del Servei Oficial de Difusió Radioelèctrica (SODRE). Lamberto, director estable de l'Orquestra Simfònica del SODRE, el va esclatar i el va convidar a cantar com a solista a la 9a Simfonia de Beethoven. El 1945 va tenir la primera oportunitat d'actuar en una representació d'Aida en ser elegit per Komlós per cantar el Radamés al costat del soprano Violeta Erausquin.
Després d'una segona interpretació de la 9a Simfonia de Beethoven sota la direcció de Fritz Busch va ser contractat per cantar Il trovatore en la temporada d'estiu. Va arribar a Buenos Aires amb una carta del mestre Baldi per a Ettore Panizza, i aquest últim, després d'escoltar-lo, el va convidar a inaugurar la temporada oficial d'òpera de 1946 al costat de Delia Rigal i Victor Damiani amb Manon Lescaut de Puccini. Aquest mateix any va fer la seva primera presentació al Brasil cantant Il Trovatore i Aida al Teatre de Sant Pere de Porto Alegre. Com a resultat del seu gran triomf al Colón el mestre Panizza sugirió a Soler d'anar ha Itàlia; el cantant així ho va fer i ben aviat s'estrena al Teatre Municipal de San remo en el paper d'Alfredo a La traviata. El 1947 va cantar per primera vegada al Teatre de La Scala de Milà
La seva veu va tenir un gran impacte en l'escena operística italiana i això es deu el seu ràpid ascens i participació en els principals teatres d'òpera europeus. En un curt període va cantar a Alemanya, Portugal, Bèlgica, Suïssa i Espanya. A la seva ciutat natal i en ocasió del centenari del Teatre Liceu de Barcelona el 1947, va participar en la funció d'obertura d'aquestes celebracions. Amb el motiu de la inauguració del centenari del Teatre Solís de Montevideo es va representar Ernani (igual que en la funció d'obertura del 1856) i va ser elegit per personificar el paper principal. El fet d'haver començat tard la seva carrera va fer que fos relativament breu. La seva veu era poderosa de timbre i molt expressiva. Va actuar formant parella amb cantants tals com Carosio, Tebaldi, Callas i altres.